# Kim Hyun-joong
Kim Hyun-joong (en hangul, 김현중; en hanja, 金賢重, Seúl, 6 de junio de 1986) es un cantante, compositor y actor surcoreano.
En 2005, debutó como líder y vocalista del grupo surcoreano SS501. Obtuvo fama por su participación en el popular programa de televisión We Got Married y por su actuación en el famoso drama Boys Over Flowers. En 2011, debutó como solista con su primer álbum en solitario Break Down.
En 2009 logró aparecer como Yoon Ji-Hoo en el drama Boys Over Flowers, drama a través del cual ganó el cuarto premio de popularidad de los premios Seúl Drama Awards, el premio a la popularidad de la categoría televisiva de los premios Baeksang Arts Awards número 45 y el segundo premio al icono más popular de los premios Style Icon Awards.
En 2010, protagonizó el drama Playful Kiss y ganó el premio a la popularidad de los premios MBC Drama Arawds. Después del último álbum de SS501, Hyun-Joong lanzó en 2011 su primer álbum en solitario Break Down, posteriormente Lucky y en 2013 ROUND 3.
En 2012 debutó como solista en Japón con Unlimited.
Se enlistó el 12 de mayo de 2015 al servicio militar y se le dio el alta el 11 de febrero de 2017. En 2018 protagonizó el drama When Time Stopped.

## Vida personal
Era muy buen estudiante, cuando estaba en la escuela secundaria le gustaba la música rock, por lo cual se unió a una banda desde el tercer grado como bajista.
Asistió a la escuela secundaria Yeongdong. En primer grado deja la escuela debido a la influencia del cantante Seo Taiji. Sin embargo, decide regresar a la escuela y asiste a la secundaria técnica de Hanyang, para posteriormente convertirse en cantante.
Cuando se gradúa de la escuela, se preparó para debutar como miembro del grupo mixto B2Y, pero la agencia pasó por un proceso de fusión y se desintegró.
Posteriormente, mientras trabajaba a tiempo parcial en un restaurante familiar, una agencia lo contactó invitandole al proyecto Korean Wave, Hyun Joong menciona: "Una vez que entré como aprendiz, hubo algo extraño. Solo practicaba para morir, y luego daba un pago inicial de 5 millones de wones, así que me pidieron que debutara en China. Cuando miré en detalle, la agencia era una compañía fantasma. Si recibía 5 millones de wones, continuaría haciendo actividades de celebridades en China. Casi lo hago".

Anunció el 27 de febrero del 2022 que se había comprometido, sin embargo la identidad de la futura esposa del cantante es desconocida a lo cual él pidió respeto y discreción. Al día de hoy ya se encuentra casado con esta persona. 

## Carrera

### 2005-2008: Debut con SS501 y We Got Married
Hyun Joong debutó como miembro de "SS501" el 8 de junio de 2005, con el primer EP del grupo, "Warning", lanzado por DSP Media. Su segundo EP, "Snow Prince" fue lanzado a finales de 2005, cinco meses después de su debut. El grupo rápidamente ganó popularidad, ganando múltiples premios novatos en 2005 y 2006. Al año siguiente, en 2007, SS501 debutó en Japón con el sencillo "Kokoro", que alcanzó el número cinco en las listas "Oricon". En enero de 2008, el grupo recibió un Premio al Recién Llegado en la ceremonia del "Premio Japan Gold Disc", convirtiéndose en uno de los pocos artistas de Corea del Sur en ganar este premio. 
En 2008, Kim Hyun Joong se unió al elenco del reality show "We Got Married", donde fue emparejado con la estrella pop Hwangbo. Conocidos como la "Pareja lechuga", tras haber obtenido una gran popularidad ganaron el Premio a la Mejor Pareja del año 2008 por "MBC Entertainment Awards". Debido a conflictos de programación, Kim Hyun Joong y Hwangbo hicieron su salida oficial del programa el 14 de diciembre de 2008. La pareja forma la revolución del programa teniendo la mayor fama. Este programa lo llevó al estrellato en corea del sur debido a la popularidad del programa y la pareja.

### 2008-2010: Boys Over Flowers, portavoz cosmético y Playful Kiss
En 2008, Hyun Joong fue elegido para su primer papel principal en el drama coreano "Boys Over Flowers". El espectáculo fue extremadamente popular en Corea del Sur y en otros países asiáticos, y Hyun ganó en el "Most Popular Actor Award Seoul International Drama Awards" y el "Most Popular Actor for Television Award at the Baeksang Arts Awards".
Kim Hyun Joong y sus compañeros de Boys Over Flowers también provocaron una tendencia entre los hombres de Corea del Sur que copiaron su estilo. Tony Moly, una marca de cosméticos para la que Hyun Joong había sido un modelo radial desde 2006, experimentó un aumento del 30 por ciento en las ventas en 2009, que la compañía atribuyó a la popularidad del programa. El contrato de Kim Hyun Joong con Tony Moly terminó en 2010, y se convirtió en el modelo de otra marca de cosméticos, "The Face Shop", más tarde ese año. 
Tras el éxito de Boys Over Flowers. En 2010 Hyun Joong jugó su segundo papel principal en el drama "Playful Kiss", una adaptación coreana del manga japonés, Itazura na Kiss. El programa se estrenó en la televisión de Corea del Sur, fue un éxito internacional en la televisión extranjera y en plataformas de transmisión en línea, ayudando a consolidar la popularidad de Hyun. A fines de 2010, Kim Hyun Joong fue elegido para representar a Corea del Sur en la inauguración de los Juegos Asiáticos de 2010 en Guangzhou, donde interpretó el himno "Sunshine Again" con cantantes de países de habla china.

### 2011: Debut en solitario, éxito en los charts y primera gira japonesa
Finalmente Kim Hyun Joong lanzó su debut en solitario, con su primer álbum EP "Break Down", lanzado el 7 de junio de 2011. De este álbum se vendieron más de 70,000 copias del álbum ordenadas en solo 10 días. Y el EP fue el noveno álbum más vendido de 2011 en el "Gaon Album Chart" de Corea del Sur, y fue certificado platino en Taiwán. También debutó en el número cinco en el "Billboard's World Chart" y fue el décimo álbum más vendido del año en Corea del Sur, según el "Gaon Album Chart". Siguiendo el éxito de un concierto que realizó en Japón en junio, Hyun Joong firmó un acuerdo con "Universal Music Japan" en noviembre. Poco después, realizó una gira por Japón, actuando en siete ciudades. A finales de año, ganó el premio al "Mejor Artista Masculino en los Mnet Asian Music Awards" celebrados en Singapur.

### 2012: Debut japonés y promociones en el extranjero
El 25 de enero de 2012, Kim Hyun Joong lanzó su primer álbum japonés, "Kiss Kiss / Lucky Guy", que fue certificado de oro en Japón. En mayo, su DVD de concierto "First Impact" vendió 16,000 copias en su primera semana de lanzamiento, ocupando el lugar número uno en la "Oricon DVD Chart". Esta fue la primera vez que un artista de Corea del Sur ocupó el lugar número uno, y una segunda vez un artista extranjero ocupó el lugar número uno en la lista. Más tarde, Hyun Joong celebró su "Kim Hyun-joong Fan Meeting Tour 2012" por las promociones de su álbum, haciendo escalas en Singapur, Hong Kong, Taiwán, China y Tailandia.
Hyun lanzó su segundo álbum japonés "Heat" el 4 de julio. El álbum fue el tercer álbum más vendido de Japón en julio, vendiendo 196,850 copias, lo que le valió su segunda certificación de oro consecutiva. El mes siguiente, en agosto, Kim Hyun Joong ganó el premio al "Mejor Artista Asiático en el Festival de la Canción de Asia 2012". El 12 de diciembre, lanzó "Unlimited", su primer álbum de larga duración en japonés, que incluía versiones japonesas de "Break Down" y "Lucky Guy". Alcanzó el "Oricon Daily Chart"  y alcanzó el número 3 en el "Weekly Chart".

### 2013-2014:Barefoot Friends, conciertos japoneses eInspiring Generation
El 6 de enero de 2013, Kim Hyun Joong inició una gira japonesa llamada "Unlimited" en el "World Memorial Hall" en Kobe, donde actuó con una banda en vivo. Más tarde ese mes, actuó junto a otros artistas de K-pop en Brasil para el evento FEEL KOREA 2013, marcando su primera actuación en Sudamérica. El 2 de marzo, se presentó en el "U-Express Live" 2013 en el "Makuhari Messe" en Japón con artistas como Ringo Starr y su All-Starr Band, Far East Movement, Naoto Inti Raymi y Kara. Ese mismo mes, Hyun Joong recibió el Premio al "Mejor Actor del Creator's Factory" por el vídeo musical "Lucky Guy" en el "5 ° Festival de Música de Okinawa". 
El 21 de abril, comenzó a aparecer en el programa de variedades de Corea del Sur "Barefoot Friends". A pesar del espectáculo, Kim Hyun Joong lanzó su tercer single japonés "Tonight" el 5 de junio. Una vez más, su single encabezó el "Oricon Daily Chart", y se llevó el número dos al final de la semana. El álbum recibió la certificación de oro por vender más de un millón de copias. Lanzó su tercer EP coreano, Ronda 3, el 22 de julio. El 20 y 21 de octubre, realizó dos conciertos en el Salón Internacional de Exposiciones Makuhari en Japón, a los que asistieron 20,000 fanáticos. A fin de mes, Kim Hyun Joong dejó a Barefooted Friends para filmar un nuevo drama. Después de interpretar a niños bonitos en sus dos primeros dramas, Hyun Joong jugó un papel más difícil en el drama "Inspiring Generation", que comenzó a transmitirse en enero de 2014. 
Ese julio, lanzó su cuarto single japonés "Hot Sun", que encabezó las listas semanales de Oricon, convirtiéndolo en el primer artista solista masculino en el extranjero que encabezó la lista dos veces. A fines de junio, comenzó una gira mundial que incluyó paradas en Taiwán, China, Japón, Tailandia y Perú. El mes siguiente, en julio, Hyun lanzó su cuarto EP coreano "Timing".

### 2015-2016: Actividades japonesas y alistamiento militar
Kim Hyun Joong lanzó su segundo álbum de estudio japonés "Imademo", el 11 de febrero de 2015. El álbum entró en las listas diarias de Oricon en el número dos y permaneció en ese lugar durante 10 días. Hyun Joong se alistó en el ejército para el servicio militar obligatorio de Corea del Sur en mayo de 2015. Después de completar cinco semanas de entrenamiento básico en el 30.º Escuadrón de Reclutamiento de Reclutas de Gyeonggi-do, fue destinado como patrulla fronteriza en la Zona Desmilitarizada de Corea. Mientras estuvo en el ejército, "The Best of Kim Hyun Joong", un álbum japonés de grandes éxitos que celebra sus 10 años en la industria de la música, fue lanzado. Ingresó en los gráficos diarios de Oricon en el número uno. Hyun fue dado de baja del servicio militar en febrero de 2017 después de servir durante 21 meses.

### 2017: Regreso y giras
El 11 de febrero, Kim terminó su servicio militar obligatorio luego de servir por 21 meses.
En julio, lanza su primer álbum desde que dejó el servicio militar, el álbum único japonés, "Re:Wind". El álbum alcanzó el puesto número uno en la lista de álbumes de Oricon. Tras su lanzamiento, Kim realizó una gira por 16 ciudades japonesas. 
En noviembre, lanzó el EP "Haze", su primer álbum coreano en tres años.

### 2018: Haze World Tour y When Time Stopped
Kim realiza "Haze World Tour" visitando países como Bolivia, Chile, México, Corea, entre otros.
El 29 de mayo del 2018 lanza un nuevo álbum titulado "Take My Hand" días antes de su cumpleaños.
En julio se anunció que se había unido al elenco principal de la serie When Time Stopped  dando vida a Joon Woo, un ser que posee la habilidad de detener el tiempo, cuya edad y orígenes son desconocidos, la cual fue estrenada en octubre. Este drama marcó su regreso a la actuación tras cuatro años y después de su servicio militar.
El 26 de septiembre del mismo año, lanza su séptimo álbum llamado "Wait For Me", con el cual nuevamente se posiciona en el primer lugar de las listas diarias de Oricon. Dos días más tarde da inicio a la gira promocional Take My Hand en Japón, que incluye 12 fechas en distintas ciudades

### 2019: HENECIA LATÍN, BIO RHYTHM The Symphony y HJ CHANNEL
A partir de enero comienza a subir videos regularmente en su canal de YouTube, entre los que se encuentran Vlogs, Videos musicales y canciones de los álbumes NEW WAY y SALT 
En junio se anuncia la apertura del primer fanclub exclusivo para Latinoamérica HENECIA LATÍN  (enlace roto disponible en Internet Archive; véase el historial, la primera versión y la última). y la gira mundial BIO RHYTHM, presentándose en países como Japón, México, Bolivia, Perú, entre otros., convirtiéndose en un pionero en fusionar su música y estilo con la música de orquesta y el rock
En 2020 se subió al canal de YouTube 9 videos del concierto BYO-RHYTHM The Symphony  y 3 videos tras escena (Concert Live) Behind The Symphony. 
#1 Overture - Unbreakable - Barkmatic
#2 So What - Paradise
#3 Haze - 포장마차에서
#4 Love Song - I'm a million
#5 Beyond Crazy - This is love
#6 Re:wind - 사계(四季)
#7 널 지워간다 - Why
#8 Wait for me - Your story -New way
#9 Astraea - Take my hand

### 2020: A BELL OF BLESSING, Concierto, HENECIA, Álbum y MUSIC IN KOREA (Unplugged).
El 19 de julio a través del video publicado en el Canal oficial de Kim Hyun Joong se anuncia el Concierto "A Bell Of Blessing" y se pide al fan club HENECIA participar en la realización de un video cantando el coro de la canción A Bell Of Blessing y otro de un paisaje.
El día 17 de octubre se realiza el concierto internacional online A BELL OF BLESSING, presentando el nuevo álbum con el mismo nombre, en dicho concierto Kim ha interactuado con fanáticas nacionales (Corea) e internacionales, respondido preguntas de fans, ha jugado a reconocer canciones, se rifó una cita con una de las participantes del concierto y anunció el Unplugged del nuevo 'Álbum.
El 18 de octubre sube el nuevo Video Musical de la canción A Bell Of Blessing y posteriormente el álbum completo.
El 19 de octubre fue publicado su nueva producción musical A BELL OF BLESSING, la misma es autogenerada a través de su canal de YouTube.
KIM HYUN JOONG.official - YouTube https://www.youtube.com
Desde el 8 de noviembre y hasta la fecha se han subido los videos musicales (Unplugged) denominados MUSIC IN KOREA a través de su canal de YouTube. 

## Difamación
El 21 de agosto de 2014 la exnovia de Kim firmó una demanda por violencia doméstica con resultado de una fractura en las costillas. Él fue investigado por la policía, pero la investigación se detuvo debido a que su novia retiró los cargos en su contra. El abogado de Kim Hyun Joong reveló en el 2015 que la exnovia exigió 600 millones de Won por retirar los cargos. Ya que el artista no contaba con asesoría legal, la agencia decidió ceder al chantaje para evitar más escándalos. Después de la investigación, se da a conocer que "la fractura de costilla no está relacionada con Kim Hyun-Joong y que esta había resultado de un certificado medico manipulado (falso)". Aun así, medios como Dispatch publicaron el certificado falso y difundieron información falsa, generando distorsión de la información y manchando la imagen del artista.
En abril de 2015 se presentó una demanda en la que la srta. Choi menciona: "Tuve un aborto espontáneo debido a la agresión del Sr. Kim y me obligaron a abortar". En consecuencia, en julio del mismo año, se presenta una contrademanda por exponer información falsa y violar el acuerdo.
La resolución determinó: "No hay pruebas de que la srta. Choi haya sido agredida por el Sr. Kim y haya tenido un aborto espontáneo, y que el Sr. Kim le haya obligado a someterse a una cirugía de aborto". Además, se dictaminó que la srta. Choi debería pagar una compensación por valor de 100 millones de wones al sr. Kim, diciendo: "Ha dañado la imagen y difamado la reputación hasta el punto de que es difícil actuar como una celebridad". En consecuencia, tanto la srta. Choi como el sr. Kim objetaron y apelaron.
En 2020, Kim Hyun Joong ganó los casos civiles y penales después de 5 años y fue encontrado inocente. El Tribunal de Apelación juzgó con el mismo efecto que en el primer juicio. La Corte Suprema confirmó que aplicaría una multa de 100 millones de wones por el caso penal a la srta. Choi, por presentar una demanda y proporcionar conversaciones de mensajería manipuladas (intento de fraude) y proporcionársela a su vez a los reporteros, además de dar entrevistas con información falsa y consentir su transmisión (difamación por publicación).

## Everyday Joong
| CAPITULO                                                                                               | FECHA        | LINK                                                                                         |
| --- | ------------ | -------------------------------------------------------------------------------------------- |
| Everyday Joong - 1화 앨범(신곡) 작업 현장                                                              | 24 mar. 2020 | https://www.youtube.com/watch?v=FjyRtaHebMA&list=PLP9ZQrDESFJ6bU7_zUJ0Pims_RV8A0tYV&index=37 |
| Everyday Joong - 2화 타코 만들(어 보)기                                                                | 1 abr. 2020  | https://www.youtube.com/watch?v=rQI_gI7ODSk&list=PLP9ZQrDESFJ6bU7_zUJ0Pims_RV8A0tYV&index=36 |
| Everyday Joong - 3화 오후를 보내는 중                                                                  | 8 abr. 2020  | https://www.youtube.com/watch?v=HmNwny8-p28&list=PLP9ZQrDESFJ6bU7_zUJ0Pims_RV8A0tYV&index=34 |
| Everyday Joong - 4화 그림 그리는 중                                                                    | 15 abr. 2020 | https://www.youtube.com/watch?v=9QQNVacsreY&list=PLP9ZQrDESFJ6bU7_zUJ0Pims_RV8A0tYV&index=33 |
| Everyday Joong - 5화 인터넷 쇼핑 중                                                                    | 21 abr. 2020 | https://www.youtube.com/watch?v=HJ95Oltxjbw&list=PLP9ZQrDESFJ6bU7_zUJ0Pims_RV8A0tYV&index=32 |
| Everyday Joong - 6화 옷 갈아 입는 중                                                                   | 28 abr. 2020 | https://www.youtube.com/watch?v=4hrv50Wrh8A&list=PLP9ZQrDESFJ6bU7_zUJ0Pims_RV8A0tYV&index=31 |
| Everyday Joong - 7화 아트&매틱이 생일파티 중                                                           | 5 may. 2020  | https://www.youtube.com/watch?v=FOkQMM-G7NI&list=PLP9ZQrDESFJ6bU7_zUJ0Pims_RV8A0tYV&index=30 |
| Everyday Joong - 8화 앨범 재킷 디자인 중간점검 중                                                      | 12 may. 2020 | https://www.youtube.com/watch?v=zTrJDwFTFQQ&list=PLP9ZQrDESFJ6bU7_zUJ0Pims_RV8A0tYV&index=29 |
| Everyday Joong - 9화 홀인원 챌린지 중                                                                  | 20 may. 2020 | https://www.youtube.com/watch?v=osfY5dRkiBo&list=PLP9ZQrDESFJ6bU7_zUJ0Pims_RV8A0tYV&index=28 |
| Everyday joong - 10화 라이언 일병(Lion) 구하기                                                         | 26 may. 2020 | https://www.youtube.com/watch?v=kFjfU6p48gs&list=PLP9ZQrDESFJ6bU7_zUJ0Pims_RV8A0tYV&index=27 |
| Everyday Joong - 11화 MBTI 성격유형 검사 중                                                            | 2 jun. 2020  | https://www.youtube.com/watch?v=rkG4ZYFQSYU&list=PLP9ZQrDESFJ6bU7_zUJ0Pims_RV8A0tYV&index=26 |
| Everyday Joong - 12화 꼰대 테스트중                                                                    | 9 jun. 2020  | https://www.youtube.com/watch?v=UqOp50VcAws&list=PLP9ZQrDESFJ6bU7_zUJ0Pims_RV8A0tYV&index=25 |
| Everyday Joong - 13화 치즈돈가스 만드는 중                                                             | 16 jun. 2020 | https://www.youtube.com/watch?v=-J-6Nu82O0Y&list=PLP9ZQrDESFJ6bU7_zUJ0Pims_RV8A0tYV&index=24 |
| Everyday Joong - 14화 2020 돌아온 미각의 신 - 컵라면편                                                 | 23 jun. 2020 | https://www.youtube.com/watch?v=BKJnwpU-enU&list=PLP9ZQrDESFJ6bU7_zUJ0Pims_RV8A0tYV&index=23 |
| Everyday Joong - 15화 아트&매틱이 휴지벽 넘기                                                          | 30 jun. 2020 | https://www.youtube.com/watch?v=ywcy8FJXpG4&list=PLP9ZQrDESFJ6bU7_zUJ0Pims_RV8A0tYV&index=22 |
| Everyday Joong - 16화 현슐랭가이드 제주도 맛집 1편                                                     | 7 jul. 2020  | https://www.youtube.com/watch?v=7hJ-Q9AXB_8&list=PLP9ZQrDESFJ6bU7_zUJ0Pims_RV8A0tYV&index=21 |
| Everyday Joong - 17화 현슐랭가이드 제주도 맛집 2편, 어멍횟집                                           | 14 jul. 2020 | https://www.youtube.com/watch?v=uAR09ZugZ_8&list=PLP9ZQrDESFJ6bU7_zUJ0Pims_RV8A0tYV&index=20 |
| Everyday Joong - 18화 현슐랭가이드 제주도 맛집 3편                                                     | 21 jul. 2020 | https://www.youtube.com/watch?v=n7qcPgvny1c&list=PLP9ZQrDESFJ6bU7_zUJ0Pims_RV8A0tYV&index=19 |
| Everyday Joong 19화 - 현중이의 게임 실력은? #배틀그라운드                                              | 28 jul. 2020 | https://www.youtube.com/watch?v=nLWOhdlaqP0&list=PLP9ZQrDESFJ6bU7_zUJ0Pims_RV8A0tYV&index=18 |
| Everyday Joong 20화 - 근황 토크                                                                        | 4 ago. 2020  | https://www.youtube.com/watch?v=s8szoze-uck&list=PLP9ZQrDESFJ6bU7_zUJ0Pims_RV8A0tYV&index=17 |
| Everyday Joong 21화 - 콘텐츠 협상 중                                                                   | 11 ago. 2020 | https://www.youtube.com/watch?v=mUlKEAIVo2A&list=PLP9ZQrDESFJ6bU7_zUJ0Pims_RV8A0tYV&index=16 |
| Everyday Joong 22화 - 편의점 꿀조합1편                                                                 | 8 ago. 2020  | https://www.youtube.com/watch?v=1Cmj5rhePrE&list=PLP9ZQrDESFJ6bU7_zUJ0Pims_RV8A0tYV&index=15 |
| Everyday Joong 23화 - 편의점 꿀조합 2편                                                                | 25 ago. 2020 | https://www.youtube.com/watch?v=IGPAvy3cQv4&list=PLP9ZQrDESFJ6bU7_zUJ0Pims_RV8A0tYV&index=14 |
| Everyday Joong 24화- 김현중! 첫 감독 입봉 제작기                                                       | 1 sep. 2020  | https://www.youtube.com/watch?v=YCLnBBtanXE&list=PLP9ZQrDESFJ6bU7_zUJ0Pims_RV8A0tYV&index=13 |
| Everyday Joong 25화- Paradise MV 공개!                                                                 | 8 sep. 2020  | https://www.youtube.com/watch?v=e5z5K-3yAzw&list=PLP9ZQrDESFJ6bU7_zUJ0Pims_RV8A0tYV&index=12 |
| Everyday Joong 26화 - [현중극장] 여주에서 반포까지 자전거 라이딩 (1/3)                                 | 15 sep. 2020 | https://www.youtube.com/watch?v=LZ_qdffJepI&list=PLP9ZQrDESFJ6bU7_zUJ0Pims_RV8A0tYV&index=11 |
| Everyday Joong 27화 - [현중극장] 여주에서 반포까지 자전거 라이딩 (2/3)                                 | 22 sep. 2020 | https://www.youtube.com/watch?v=NfW__CB-ZAM&list=PLP9ZQrDESFJ6bU7_zUJ0Pims_RV8A0tYV&index=10 |
| Everyday Joong 28화 - [현중극장] 여주에서 반포까지 자전거 라이딩 (3/3)                                 | 29 sep. 2020 | https://www.youtube.com/watch?v=2g5oByaevJY&list=PLP9ZQrDESFJ6bU7_zUJ0Pims_RV8A0tYV&index=9  |
| Everyday Joong 29화 - 아트&매틱이가 호랑이 인형을 봤을 때                                              | 6 oct. 2020  | https://www.youtube.com/watch?v=De2U1Nb4Opg&list=PLP9ZQrDESFJ6bU7_zUJ0Pims_RV8A0tYV&index=8  |
| Everyday Joong 30화 - [돌아온 현중극장] (진짜)여주에서 반포까지 자전거 라이딩 (1/2) (전기 자전거 협찬) | 13 oct. 2020 | https://www.youtube.com/watch?v=_rnLUVI5yFU&list=PLP9ZQrDESFJ6bU7_zUJ0Pims_RV8A0tYV&index=7  |
| Everyday Joong 31화 - [돌아온 현중극장] (진짜)여주에서 반포까지 (2/2) (전기 자전거 협찬)               | 20 oct. 2020 | https://www.youtube.com/watch?v=MB4CpDUfeQU&list=PLP9ZQrDESFJ6bU7_zUJ0Pims_RV8A0tYV&index=6  |
| Everyday Joong 32화 - [현슐랭 고급진편] 한우 $250 먹기 전                                              | 27 oct. 2020 | https://www.youtube.com/watch?v=oFyQ5euft9c&list=PLP9ZQrDESFJ6bU7_zUJ0Pims_RV8A0tYV&index=5  |
| Everyday Joong 33화 - 한우 $250 먹는 중 (1/2)                                                          | 3 nov. 2020  | https://www.youtube.com/watch?v=cbdGpydOzLw&list=PLP9ZQrDESFJ6bU7_zUJ0Pims_RV8A0tYV&index=4  |
| Everyday Joong 34화 - 한우 $250 먹는 중 (2/2)                                                          | 10 nov. 2020 | https://www.youtube.com/watch?v=LFSY7IecKio&list=PLP9ZQrDESFJ6bU7_zUJ0Pims_RV8A0tYV&index=3  |
| Everyday Joong 35화 - 라떼는 말이야~ 추억의 놀이 1편                                                   | 17 nov. 2020 | https://www.youtube.com/watch?v=wM643zCtEnw&list=PLP9ZQrDESFJ6bU7_zUJ0Pims_RV8A0tYV&index=2  |
| Everyday Joong 36화 - 라떼는 말이야~ 추억의 놀이 2편                                                   | 24 nov. 2020 | https://www.youtube.com/watch?v=20J53ttUKxs&list=PLP9ZQrDESFJ6bU7_zUJ0Pims_RV8A0tYV&index=1  |
| Everyday Joong 37화 - 현중씨 1호 찐팬 등장! 영상 사인회편 깜짝 카메라                                  | 1 dic. 2020  | https://www.youtube.com/watch?v=Ww9kwRu4RaM                                                  |

## Discografía

### Corea del Sur
EP
| MINI ÁLBUM | INFORMACIÓN                           | LISTA DE CANCIONES |
| ---------- | ------------------------------------- | --- |
| BREAK DOWN | Fecha de lanzamiento:07-junio-2011    | - Intro (Let Me Go) - Break Down (Feat. Double K) - Please - Kiss Kiss Kiss - Yes I Will - Please (Inst)                |
| LUCKY      | Fecha de lanzamiento: 11-octubre-2011 | - Do you like that - Lucky Guy - Smile - I’m Your Man - U - Lucky Guy (Inst)                                            |
| ROUND 3    | Fecha de lanzamiento:22-julio-2013    | - Unbreakable (Feat. Jay Park) - Your Story (Feat. DOK2) - Like Before (예전처럼) - Gentleman - I'm Yours - Let's Party |

Sencillo Digital
| SINGLE        | INFORMACIÓN                            | LISTA DE CANCIONES                                   |
| ------------- | -------------------------------------- | ---------------------------------------------------- |
| PLEASE        | Fecha de lanzamiento:31-mayo-2011      | - Please                                             |
| MARRY ME      | Fecha de lanzamiento:15-diciembre-2011 | - Marry Me - Marry You                               |
| WHY I'M ALIVE | Fecha de lanzamiento: 06-junio-2013    | - Why I'm Alive - Why I'm Alive (Inst.)              |
| UNBREAKABLE   | Fecha de lanzamiento: 18-julio-2013    | - Unbreakable (feat. Jay Park) - Unbreakable (inst). |

### Japón
Álbum de Estudio
| ÁLBUM     | INFORMACIÓN                             | LISTA DE CANCIONES |
| --------- | --------------------------------------- | --- |
| UNLIMITED | Fecha de lanzamiento: 12-diciembre-2012 | - Save Today - Let's Party - U (Jap. Ver.) - Kiss Kiss (Jap. Ver.) - I'm Yours - Your Story - 僕は君のもの / I'm Your Man (Jap. Ver.) - Marry You (Jap. Ver.) - Lucky Guy (Jap. Ver.) - Break Down (Ft. Double K) (Jap. Ver.) - Heat - Your Story (Inst.) - Save Today (Inst.) - I'm Yours (Inst.) |

Sencillos
| SINGLE               | INFORMACIÓN                              | LISTA DE CANCIONES |
| -------------------- | ---------------------------------------- | --- |
| KISS KISS／Lucky Guy | Fecha de lanzamiento: 25-enero-2012      | - KISS KISS [Japanese Ver] - Lucky Guy [Japanese Ver] - Break Down feat.Double K [Japanese Ver] - U [Japanese Ver] - ほほえみのちから - KISS KISS [Japanese Ver] (Inst.) - Lucky Guy [Japanese Ver] (Inst.) - U [Japanese Ver] (Inst.) - Break Down feat.Double K [Japanese Ver] (Inst.) |
| HEAT                 | Fecha de Lanzamiento: 04-julio-2012      | - "Heat" - "Let's Party" - "Heat" [TV Mix] - "Let's Party" [TV Mix] |
| TONIGHT              | Fecha de lanzamiento: 05-junio-2013      | - Tonight - Cappuccino - 君だけを消せなくて / Kimi Dake wo Kesenakute - Tonight (Inst) - Cappuccino (Inst) - 君だけを消せなくて / Kimi Dake wo Kesenakute (In在这里，我们带给您惊喜的消息，我们决定举行[2017 KIM HYUN JOONG CONCERT]。 9月25日下午6点之后，您可以注册“2017 KIM HYUN JOONG CONCERT”。 在这里我们正在等待您的参与。 [旅游细节] ■ 行程 A 课程 : 2017年12月1号（五）~ 2017年12月3号（日）：3晚2天 B 课程 : 2017年12月1号（五）~ 2017年12月4号（日）：4晚3天 ■ 活动期间 2017年12月2号（六）： 金贤重 演唱会 ■ 旅游特点 参加 金贤重 演唱会st.) |
| RE:WIND (Kazaguruma) | Fecha de lanzamiento: 06-junio-2017      | - Re:wind - Stay Here - Wake me up |
| TAKE MY HAND         | Fecha de lanzamiento: 06-junio-2018      | - Take My Hand - Misery |
| WAIT FOR ME          | Fecha de lanzamiento: 26-septiembre-2018 | - Wait For Me - Paradise - So what? - 4 Season |

## Filmografía

### Series de televisión
| Año 2013 | Título                        | Título original      | Rol                        | Canal    |
| -------- | ----------------------------- | -------------------- | -------------------------- | -------- |
| 2005     | Nonstop 5                     | 논스톱 5             | Invitado (Ep. 208)         | MBC      |
| 2005     | Can Love Be Refilled?         | 사랑도 리필이 되나요 | William                    | KBS 2TV  |
| 2007     | Hotelier                      | ホテリアー           | Cameo (Ep.7 junto a SS501) | TV Asahi |
| 2008     | Spotlight                     | 스포트라이트         | Cameo (junto a SS501)      | MBC      |
| 2009     | Boys over Flowers             | 꽃보다 남자          | Yoon Ji Hoo                | KBS 2TV  |
| 2010     | Playful Kiss                  | 장난스런 키스        | Baek Seung Jo              | KBS 2TV  |
| 2011     | Dream High                    | 드림하이             | Cameo (Ep. 1)              | KBS 2TV  |
| 2013     | City Conquest                 | 도시정벌             | Baek Miru                  | KBS 2TV  |
| 2014     | Inspiring Generation          | 감격시대             | Shin Jung Tae              | KBS 2TV  |
| 2018     | That Moment When Time Stopped | 시간이 멈추는 그 때  | Joon Woo                   | KBS 2TV  |

### Películas
- 2006: Shark Bait / Pi's Story (파이 스토리)	(doblaje coreano)
- 2021: Indian Pink / Jangnong (장농)

### Programas de variedades
| Año       | Título                          | Título original               | Episodio                                  | Canal   |
| --------- | ------------------------------- | ----------------------------- | ----------------------------------------- | ------- |
| 2005-2007 | X-Man - New X-Man               | X맨 / New X맨                 | 39, 41-44, 46, 52, 61 New X-Man: 3, 4, 12 | SBS     |
| 2006/2011 | Golden Fishery                  | 황금어장                      | 06/12/2006 - 06/08/2011                   | MBC     |
| 2008      | We Got Married                  | 우리 결혼했어요               | Temp. 1 - Ep.9-38 (junto a Hwangbo)       | MBC     |
| 2009      | Family Outing                   | 패밀리가 떴다                 | Ep. 64-65                                 | SBS     |
| 2009-2011 | Happy Together 3                | 해피투게더                    | Ep. 93, 94, 125, 202                      | KBS     |
| 2011      | Running Man                     | 런닝맨                        | Ep. 46-48                                 | SBS     |
| 2011      | Strong Heart                    | 강심장                        | Ep. 10-11, Ep. 81-83, Ep. 101-102         | SBS     |
| 2011      | Secret                          | 비밀                          | Ep. 6-10                                  | KBS     |
| 2011      | Night After Night               | 밤이면 밤마다                 | Ep. 31                                    | SBS     |
| 2012      | Happy Camp                      | 快乐大本营                    | 17 de noviembre                           | HBS     |
| 2012      | K-Pop Star conquering the World |                               |                                           | MBC     |
| 2013      | Barefoot Friends                | 맨발의 친구들                 | Elenco permanente (Ep. 1-29)              | SBS     |
| 2013      | Happy Together 3                | 해피투게더                    |                                           | KBS     |
| 2013      | Cool Kiz On The Block           | 우리동네 예능과 체육의 능력자 | Ep. 21-22                                 | KBS 2TV |

### Aparición en vídeos musicales
- «On the Way Home from Work», de G_Nyan, en 2019.[13]
- "As A Man" de Gummy en 2010
- "Jun Be O.K" de Kim Joon en 2009
- "Black Glasses" de Eru en 2006
- "She Laughed" de 2Shai en 2005

### Anuncios
- 2014: Lotte Duty Free
- 2013: Lotte Duty Free
- 2012: Center Pole
- 2012: Slim Beauty House
- 2011: Aeon's Heatfact
- 2011: Lotte Duty Free
- 2011: Coupang Spring Campaign
- 2011: Hang Ten
- 2010: The Face Shop (con Seohyun)
- 2009: Tony Moly
- 2009: I'm David
- 2009: Basic House
- 2009: MVIO
- 2009: Samsung Card
- 2009: Hotsun Chicken
- 2009: Dinamic Kin
- 2009: Samsung Anycall Jet
- 2009: Le Coq Sportif
- 2009: NongShim
- 2009: T.I For Men
- 2009: Samsung Anycall Haptic Pop
- 2009: Converse
- 2009: Lotte Milkshake
- 2009: Elite Uniform
- 2009: Mighty Mac
- 2009: Samsung Anycall Blue

## Premios
| Año  | Premio                               | Categoría                                          | Resultado |
| ---- | ------------------------------------ | -------------------------------------------------- | --------- |
| 2008 | MBC Entertainment Awards             | Mejor marca del año (con elenco de We Got Married) | Ganador   |
| 2008 | MBC Entertainment Awards             | Mejor Pareja (con Hwang Bo)                        | Ganador   |
| 2009 | Baeksang Arts Awards                 | Actor más popular (TV)                             | Ganador   |
| 2009 | Seoul International Drama Awards     | Actor Popular                                      | Ganador   |
| 2009 | PaekSang Arts Awards                 | Premio Popularidad Masculino de Tv                 | Ganador   |
| 2009 | Style Icon Awards                    | Icono Popular                                      | Ganador   |
| 2009 | Korea Junior Star Awards             | Premio de televisión: Mejor nuevo actor            | Ganador   |
| 2009 | Mnet 20's Choice Awards              | Multitainer                                        | Nominado  |
| 2009 | Yahoo Asia Buzz Awards               | Mejor artista masculino de Asia                    | Ganador   |
| 2009 | Yahoo Asia Buzz Awards               | Mejor artista coreano                              | Ganador   |
| 2009 | Yahoo Asia Buzz Awards               | Mejor artista masculino de Corea                   | Ganador   |
| 2010 | MBC Drama Awards                     | Popularidad masculina                              | Ganador   |
| 2010 | Sky Perfect TV Awards                | Mejor vestido                                      | Ganador   |
| 2010 | Yahoo Asia Buzz Awards               | Mejor artista coreano                              | Ganador   |
| 2010 | Yahoo Asia Buzz Awards               | Mejor artista coreano en Hong Kong                 | Ganador   |
| 2010 | Yahoo Asia Buzz Awards               | El más buscado de Asia                             | Ganador   |
| 2010 | Mnet 20's Choice Awards              | Estrella más influyente                            | Ganador   |
| 2010 | Style Icon Awards                    | Premio a la popularidad                            | Ganador   |
| 2011 | Yahoo Asia Buzz Awards               | Mejor artista solista de Asia                      | Ganador   |
| 2011 | Yahoo Asia Buzz Awards               | Mejor artista solista de Corea                     | Ganador   |
| 2011 | Yahoo Asia Buzz Awards               | Mejor artista solista en Taiwan                    | Ganador   |
| 2011 | Yahoo Asia Buzz Awards               | Mejor artista solista en Hong Kong                 | Ganador   |
| 2011 | MTN (Bloomberg TV)                   | Mejor modelo de CF                                 | Ganador   |
| 2011 | Style Icon Awards                    | Premio del Público                                 | Ganador   |
| 2011 | Mnet Asian Music Awards              | Mejor presentación de baile                        | Nominado  |
| 2011 | Mnet Asian Music Awards              | Mejor Artista Masculino                            | Ganador   |
| 2012 | Yahoo Asia Buzz Awards               | Mejor artista solista de Asia                      | Ganador   |
| 2012 | Yahoo Asia Buzz Awards               | Mejor artista solista en Hong Kong                 | Ganador   |
| 2012 | Yahoo Asia Buzz Awards               | Mejor artista en solitario en Taiwán               | Ganador   |
| 2012 | Yahoo Asia Buzz Awards               | Artista más popular de la década                   | Ganador   |
| 2012 | Asia Song Festival Awards            | Mejor artista asiático                             | Ganador   |
| 2012 | Asia Song Festival Awards            | Mejor artista                                      | Ganador   |
| 2012 | Tower Records' K-Pop Lovers! Awards  | Daesang (Gran Premio)                              | Ganador   |
| 2012 | Allkpop Awards                       | Mejor artista solista                              | Ganador   |
| 2012 | Mnet K-Pop Idol Championship         | Medalla de Oro                                     | Ganador   |
| 2012 | Miguhui Awards                       | Cantante extranjero más popular                    | Ganador   |
| 2012 | Korean Entertainment Awards in Japan | Cantante solista masculino                         | Ganador   |
| 2013 | Yahoo! Asia Buzz Awards              | Artista coreano más buscado                        | Ganador   |
| 2013 | Okinawa Movie Festival               | Premio al Mejor Actor de MV                        | Ganador   |
| 2013 | Tower Records' K-Pop Lovers! Awards  | Mejor Single                                       | Nominado  |
| 2014 | Golden Disk Awards                   | Álbum Disk                                         | Nominado  |
| 2014 | KBS Drama Awards                     | Actor masculino sobresaliente                      | Nominado  |
| 2014 | World Music Awards                   | Mejor artista masculino                            | Nominado  |
| 2014 | World Music Awards                   | Mejor concierto en vivo                            | Nominado  |
| 2014 | World Music Awards                   | Mejor artista del año                              | Nominado  |
| 2014 | Yahoo! Asia Buzz Awards              | Artista asiático más buscado                       | Ganador   |